# 雅虎公司 (2017年至今)
Yahoo Inc.（舊名威訊媒體, Oath）是一家美國的網路媒體公司，為阿波罗全球管理公司旗下子公司，也是AOL和Yahoo網路事業部門所屬的母公司。
威訊通訊於2015年5月宣布收購AOL，並宣佈在2016年7月份收購Yahoo的經營業務。隨著Yahoo執行長梅麗莎·梅爾離職，Yahoo網路業務之外的其餘資產在6月16日組成Altaba公司。AOL和Yahoo在交易完成後仍然會保留自己的品牌。
2019年1月，Oath更名為威訊媒體。
2021年5月，威訊媒體改名為Yahoo Inc.。

## 品牌
威訊媒體公司旗下的一些品牌包括：
- 美国在线
- Autoblog
- Built by Girls
- Engadget
- Flurry
- In the Know
- Makers
- Rivals
- TechCrunch
- 雅虎

## 外部連結
- 官方网站